# Nogales, Querétaro Arteaga
Nogales är en ort i Mexiko.   Den ligger i kommunen Tolimán och delstaten Querétaro Arteaga, i den centrala delen av landet, 190 km nordväst om huvudstaden Mexico City. Nogales ligger 1 709 meter över havet och antalet invånare är 313.
Terrängen runt Nogales är huvudsakligen kuperad. Nogales ligger nere i en dal. Runt Nogales är det ganska glesbefolkat, med 28 invånare per kvadratkilometer. Närmaste större samhälle är Colón, 12,1 km söder om Nogales. Trakten runt Nogales består i huvudsak av gräsmarker.